# 贝科夫卡农村居民点
贝科夫卡农村居民点（俄语：Быковское сельское поселение）是俄罗斯联邦别尔哥罗德州雅科夫列沃区所属的一个农村居民点。其下辖有10个居民点，行政中心为贝科夫卡。据2016年统计，该农村居民点的人口为1574人。